# シャワルマ
シャワルマ (トルコ語: çevirme もしくは çevirmek由来) は、羊肉や鶏肉を金属製の串に突き刺した状態で回転させて焼いた、レバント（レヴァント。シリア・レバノン・ヨルダン・パレスチナ）近辺の料理。
「シャワルマ」という語の元の意味は「回転」だが、料理名としての日本語訳は「回転串焼き肉」「回転グリル肉」が近い。
アラビア語では شَاوَرْمَا（shāwarmā, シャーワルマー：もしくは口語における長母音の短母音化を反映した shāwarma, シャーワルマ）が主な発音。
円形の薄いパンに巻いたり切り込みを入れたポケット状のパンにはさんだりするファーストフード形式がポピュラーだが、シャワルマ自体はグリル肉本体部分を指すことから皿にスライス肉が単体で乗っている物やミックスサラダも「シャワルマ」料理と呼ばれる。
同じ起源を持つ料理としては、トルコのドネルケバブやギリシャのギロピタなどが挙げられる。
日本では「（ドネル）ケバブ肉をロールサンドにしたものがシャワルマ」と形容されることがあるが、現地では類似した別々の回転串焼き肉ならびにそのスライスを用いた料理の名称として区別されている。

## 名称

### 語源
「シャワルマ」という言葉は「回転」を意味する（ここでは肉を鉄串に挿した状態で回転させあぶり焼きにする調理方法を指す）トルコ語の çevirme（チェヴィルメ、çevirmekと書かれていることもある）という単語に由来する。

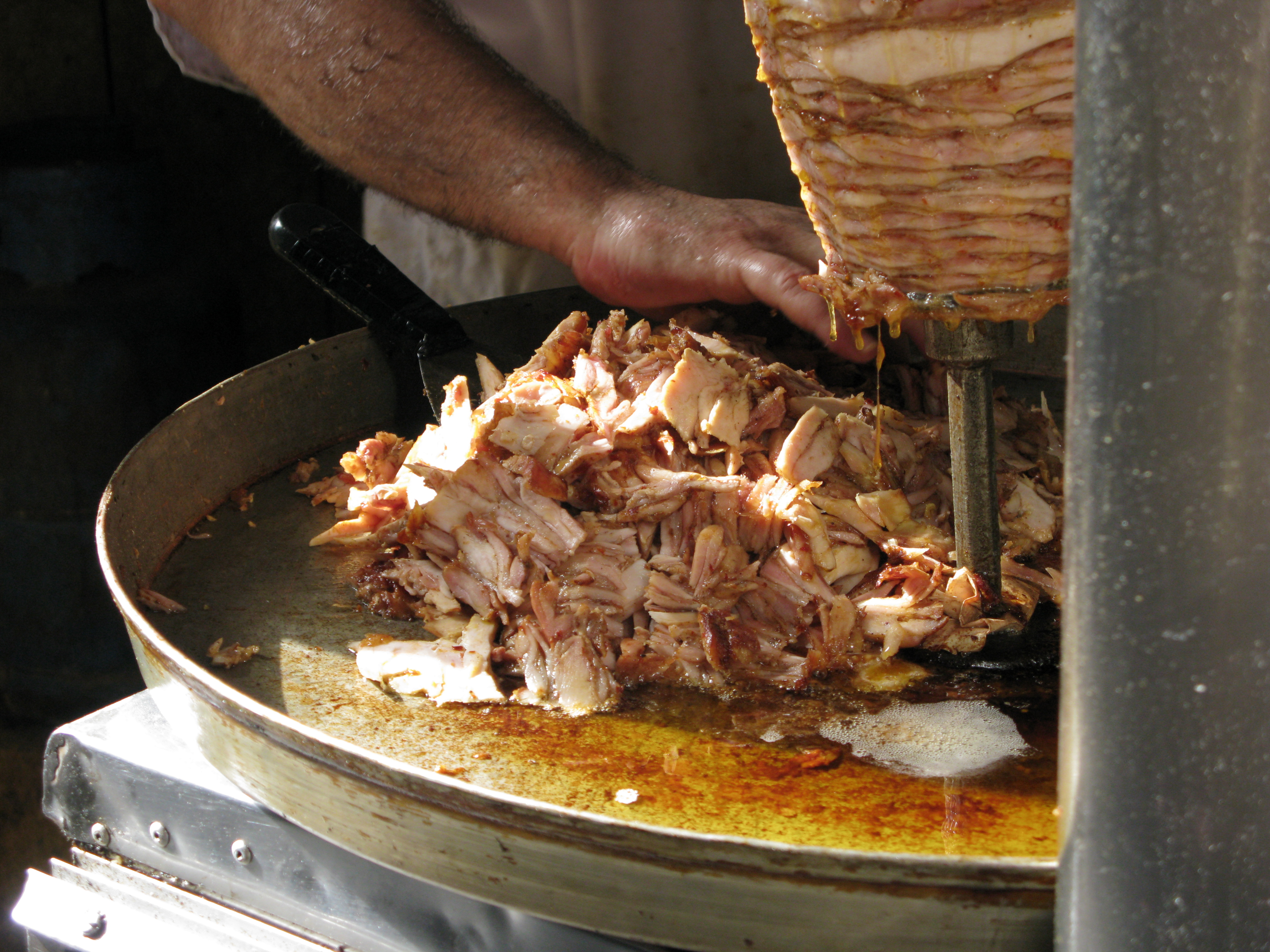
本体からスライス状に切り取られたシャワルマ（回転串焼きグリル肉）-シリア、アレッポ

似たような命名の規則が、ドネルケバブ (döner kebab) の döner やギロピタ (gyros) などにも適用されたが、いずれの言葉も回転させてあぶるといった調理の手順を名称として取り入れたものである。
アラビア語の شَاوَرْمَا（shāwarmā, シャーワルマー）は ç（アラビア語には無い音）部分が چ（ペルシア語からの借用）や ج（ch音借用時にしばしば使われる当て字）ではなく ش（トルコ語由来の外来語で元々chだった音に当てることが多いshの文字）、v（アラビア語に無い音）を近似の و に置き換えたものである。
アラブ圏では当初 قَاوَرْمَا（qāwarmā, カーワルマー）というつづりを使っていたが後に現在の شَاوَرْمَا（shāwarmā, シャーワルマー）になったという。カーワルマーという名称自体はアラブ世界で全く使われなくなったという訳ではなく、現在も回転グリル肉を指して قَاوَرْمَا（qāwarmā, カーワルマー）と記載している例が見られる。

### 表記と発音
トルコ語由来の外来語に当て字をしているためアラビア語でのつづりと母音の補足には揺れがあり、شَاوَرْمَا（shāwarmā, シャーワルマー：もしくは口語における長母音の短母音化を反映した shāwarma, シャーワルマ）が主な発音。
他にも شَاوِرْمَا（shāwirmā,シャーウィルマー）・شَاوُرْمَا（shāwurmā, シャーウルマー）・شَوُرْمَة（shawrma, シャウルマ）・شَوِرْمَة（shawirma, シャウィルマ）といったつづり・発音も用いられることがある。
なお同様の名称シャウルマ、シャヴェルマ、シャベルマについてはロシア語圏に伝わってファーストフードとして売られているドネルケバブ、シャワルマに対するカタカナ表記となっている。アラブ世界の外でシャワルマではなくシャウルマという呼び名が流布しているのはそのような違いによるものである。
なお英語圏における呼び名 /ʃəwɔ́ːrmə/（シャウォーマ）はアラビア語の شَاوَرْمَا（shāwarmā, シャーワルマー/口語発音：シャーワルマ）の英語風発音。

### アラブ世界における異なる名称
イラクでは串に挿して回すグリル肉はシャワルマではなく قَصّ / كَصّ / گَصّ（gaṣṣ, ガッス, 「切身、スライス（肉）」の意）と呼ばれるが調理法等は基本的に同じである。ただしシリア、レバノン、ヨルダン、パレスチナ付近に比べると好まれる肉質が異なり、脂分が多くやや重たいことで知られる。

### 串焼き回転調理をしないグリルをシャワルマ（シャーワルマー）と呼ぶ拡大解釈
アラブ圏では本来シャワルマ（シャーワルマー）は串に挿して回転グリルさせて調理した肉本体のことを指すにもかかわらず、串にセットせずオーブンやフライパンで調理した具を包んだりする料理もシャワルマと呼ばれているなど、語の使われ方にはある程度の幅がある。

### 日本におけるアラブ風ロールサンドという意味での使用

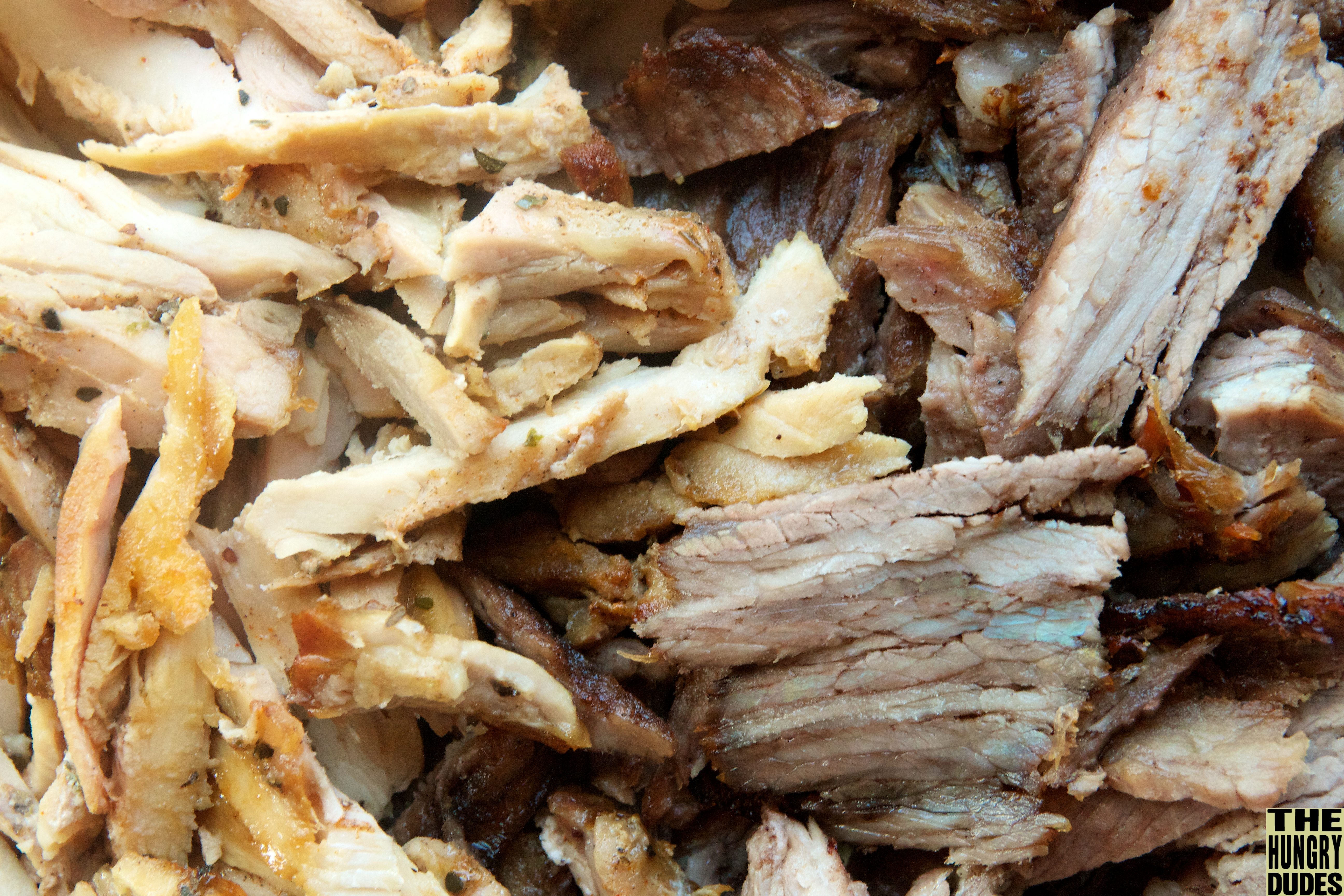
本来シャワルマはこうした回転グリル肉を指す

本来「シャワルマ」という語は薄手のアラブパンやポケット状にしたパンに包まれた中身の肉だけを指す語だが、日本ではシャワルマを具として入れたラップサンド、ロールサンド、サンドイッチ全体をシャワルマと呼んで売っていることが多い。
シャワルマが本来とは異なるアラブ式ロールサンドとして紹介されている事例も少なくなく、回転グリルやオーブングリルで焼かれた肉・魚（＝シャワルマ）ではなくファラーフェル類が入っているのみのロールサンドにシャワルマという名称が拡大適用されている例もしばしば見られる。
例えば非アラブ系レストランメニューに書かれている「ケバブチキンとキャベツのシャワルマ」だと本来であれば「グリルチキンとキャベツの回転串焼き」、「チキン・ケバブ・シャワルマ」だと「焼き鳥の回転串焼き肉」「グリルチキンの回転串焼き肉」（注：ドネルケバブと書かず単にケバブとする場合、アラブ世界では回転グリル肉ではなく焼き鳥のような串焼き肉を指す）という意味になり得るが、日本では「シャワルマ」で中東風ロールサンド全般として理解される傾向が強いと言える。
現地では具を問わずロールサンド全種類もしくはロールサンドに使うパン部分をシャワルマと呼ぶ慣習は無く、店舗メニューで単に شَاوَرْمَا（shāwarmā, シャーワルマー）と書いてある場合は回転グリル肉のスライスを使ったロールサンドなりのみを指し、いわば「シャワルマ肉のサンド」の省略形となっている。
パンでファラーフェルを包んだロールサンドは لَفَّة فَلَافِل（laffat falāfil, ラッファト・ファラーフィル / 口語発音：laffat falāfel, ラッファ(ト)・ファラーフェル 等, 意味は「ファラーフェル・ロール」）、パンにファラーフェルをはさんだものは سَنْدَوِيش فَلَافِل（sandawīsh falāfil, サンダウィーシュ・ファラーフィル / 口語発音：サンダウィーシュ・ファラーフェル 等、意味は「ファラーフェル・サンド（イッチ）」）のように区別されている。
本来の区別
- ケバブ（カバーブ）：ロースト肉（焼肉、炙り肉）、グリル肉（網焼肉）
- ドネルケバブ：トルコ式の回転串焼肉
- シャワルマ：アラブ式の回転串焼肉

日本での一般的表現
- ケバブ：中東式回転串焼肉、中東式回転串焼き肉サンド
- シャワルマ：アラブ風ロールサンド、ラップサンド
- ケバブのシャワルマ：中東風回転串焼肉のロールサンド・ラップサンド

## 歴史

### トルコ付近での誕生
鉄串にスライスされた肉を刺して焼いたり串に積み重なったまま肉を削ぎ落としたりする調理法は以前からアナトリア地方にあった物で、19世紀のオスマン帝国で発展しドネルケバブの原型が作られた。そしてこのトルコ付近にあった回転串焼き肉は近隣地方に伝わりシャワルマ、ギロピタなどの起源となった。
トルコでは水平方向に串をセットする焼き方が原型で、ドネルケバブが考案された際に垂直に立てるスタイルになった。アラブのシャワルマもこの垂直設置を踏襲している。
熱源は当初炭や薪だったがガスや電気に切り替わった。しかし今でも薪火焼きの専門店がありガス式とは異なる味わい深いシャワルマ肉を売りにしている。

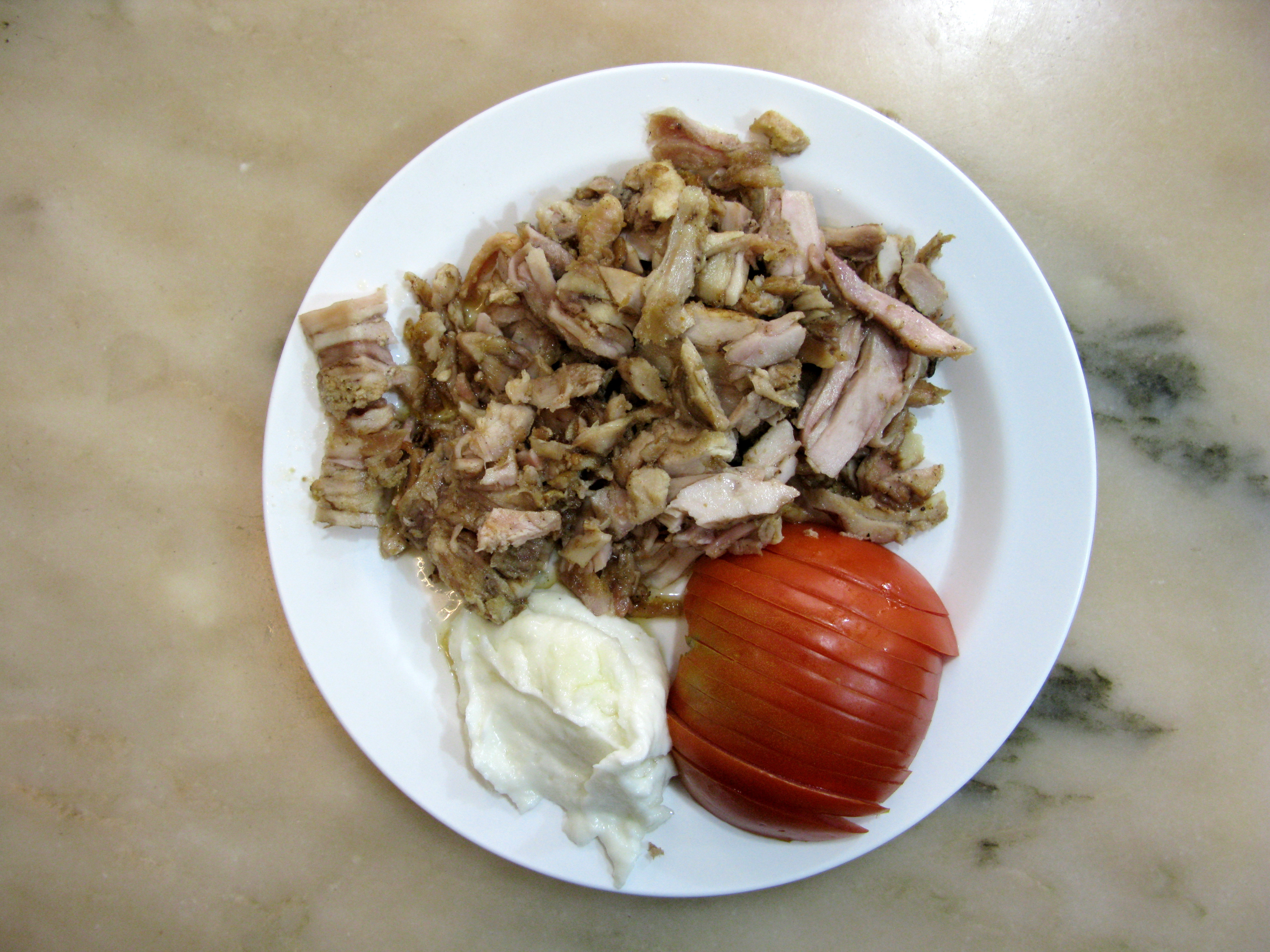
レバノン風シャワルマプレート（レバノン、バールベック）

### シリアなどへの伝来とアラブ化
シャワルマは1900年前後にシリアなどのレヴァント（レバント）地域に伝来。当初はトルコのイスケンデル・ケバブのように羊肉のスライスを皿に乗せサラダなどと一緒に出すスタイルだった。
アラブ諸国初のシャワルマ屋は今から100年余り前に開店したシリア ダマスカスの اَلصِّدِّيق（al-ṣiddīq, アッ＝スィッディーク）だったとされている。店主はトルコで技術を学び、現在同様の串に肉を通して回転グリルさせる方式のシャワルマ肉を売り出した。
シャワルマ業界は今でもレバント地域が強く、アラビア半島の湾岸諸国などにもシャワルマ店はあるが店員自体は本場のレバント出身者であることが多い。

### アラビックパンにくるんだロールサンドやチキンシャワルマの登場
シリアでは1940年頃にアラブ風の平らなパンにくるんだラップサンドが提供されるようになり、羊肉以外にも鶏肉を使ったチキン・シャワルマなども加わった。
ちなみに日本でよく売られているようなピタパンにドネルケバブの肉・キャベツ・ソースを入れたサンドはドイツのベルリンで1970年代に考案されたスタイルである。

### アラブ諸国への拡大と定番ファーストフードメニューへの仲間入り
その後シャワルマはアラブの典型的なファーストフードの一つに成長。1960-1970年代頃にはアラビア半島の湾岸諸国でも提供されるようになり、80年代以降のファーストフードブームに伴い普及していった。
今では各地で平たいパンに巻いたラップサンドイッチ・ロールサンド（لَفَّة, laffa(h) ,ラッファ：لَفَّة شَاوَرْمَا, laffat shāwarmā, ラッファ(ト)・シャーワルマーで「シャワルマ・ロール」「シャワルマ・ラップ」）形態やポケット状のピタパン類にはさんで入れられるサンド（سَنْدَوِيش, sandawīsh, サンダウィーシュ：سَنْدَوِيش شَاوَرْمَا, sandawīsh shāwarmā, サンダウィーシュ・シャーワルマーで「シャワルマ・サンドイッチ」）形態などとして提供される。
ファーストフードのハンバーガー同様、シャワルマのロールにフライドポテトやジュースがついたセットもポピュラーである。

### 魚シャワルマ
近年トルコやヨーロッパのトルコ系レストランではサバ・サーモン・白身魚類を使ったフィッシュ・ドネルケバブが登場、アラブ世界でも2010年代半ば頃から肉以外のフィッシュ・シャワルマ（شَاوَرْمَا السَّمَكِ, shāwarmā al-samak, シャーワルマー・アッ＝サマク, 「魚シャワルマ」の意）が一部レストランで出るようになった。
2006年に鳥インフルエンザが流行した際はヨルダンで鶏肉の代わりに魚シャワルマを売り出したレストランがニュースで取り上げられたこともある。
ヘルシー志向に伴い家庭料理としても魚シャワルマのレシピ（主にラップサンドや皿乗せのアラビックパン添え）が紹介されるようになってきている。

### ヴィーガン・シャワルマ、ベジタリアン・シャワルマ
欧米ではグリル肉・魚を使わない料理として大豆ミート、マッシュルーム、豆腐類を代替品として用いソースで味付け・カットしたヴィーガン・シャワルマ、ベジタリアン・シャワルマも考案されレストランで販売されたり個人が調理するなどして食されている。
レシピとしてはパンに包んだロールサンド、ラップサンドもしくはパンにはさんだポケットサンド風の物が多いが、シャワルマ・サラダやシャワルマ・プレート風料理も紹介されるなどバリエーションは比較的豊富である。

## 調理方法

### シャワルマとカバーブ（ケバブ）の違い、トルコ式ドネルケバブとアラブ式シャワルマの差異

#### 香辛料や組み合わせる野菜などが異なるトルコ式ドネルケバブとアラブ式シャワルマ
シャワルマ（シャーワルマー）はトルコにおけるドネルケバブに含まれる「ドネル（回転）」に対応するアラビア語名称だが、ドイツでドネルケバブのサンドが開発されるよりもかなり前に枝分かれしアラブ風のアレンジが加わったため、調理過程はそっくりだがトルコ系のドネルケバブ料理と全く同じという訳ではない。
トルコ風ドネルケバブの「ドネル」もアラブの「シャワルマ」も起源は同じでどちらも調理過程はそっくりだが細かい部分で異なっており、現地の専門業界では違う物として扱われている。途中で枝分かれしていることから使用する香辛料の種類や量、包んだりはさんだりするのに使うパン、かけるソース、具やつけ合わせとして用いる野菜の種類など、名称以外の各点において相違が見られる。
トルコ式ドネルケバブについてはシャワルマと別扱いをされていることからアラブ地域での名称も別途存在。当て字をした دُونَر كَبَاب（dōnar kabāb, ドーナル・カバーブ, 「ドネルケバブ（回転焼肉、回転グリル肉）」への当て字）、اَلدُّونَر（al-dōnar, アッ＝ドーナル、「定冠詞＋ドネル（回転）への当て字」）、شَاوَرْمَا تُرْكِيَّة（shāwarmā turkiyya(h)/turkīya(h), シャーワルマー・トゥルキーヤ, 「トルコのシャワルマ、トルコ式シャワルマ、トルコ風シャワルマ」）といったネーミングでレバント地域名物のアラブ式回転串焼き肉と区別されている。
なおポケット状のピタパンに入っているのがドネルケバブ、薄いパンで巻いたロールサンドがシャワルマという区別は行われない。アラブ世界ではその地域に応じて色々な形のパンが使われており、ロールサンドでもピタパン入りのポケットサンドでも厚みのあるパンにはさんだコッペサンドのような形状でも、中身がシャワルマ肉であれば全てシャワルマ料理として扱われる。

#### 回さず焼くのはカバーブ（ケバブ）、回して焼くのはドネルケバブやシャワルマ
トルコ料理のドネルケバブも本来はドネル抜きの「ケバブ」だけだと焼肉、グリル肉という意味になる。回転串焼肉料理を指すにはドネルもつけて「ドネルケバブ」と呼ぶ必要があるが、アラブ諸国でも同様で「ケバブ（カバーブ）」だけではドネルケバブやシャワルマを表すことはせず日本の焼き鳥を大きくしたような別の串焼き肉を指すことが一般的である。

#### 日本での事例
日本ではトルコ系ドネルケバブ店がポケットパンに入れたドネルケバブサンドとは別にシャワルマを提供している例も見られる。しかしながらロールサンドという意味でシャワルマと命名しているのみで、中身は日本式のドネルケバブサンドの中身であるスライス肉＋キャベツ＋たっぷりのソースという組み合わせになっておりアラブ諸国のそれとは全く違っているケースも少なくない。

### 肉の準備とグリル

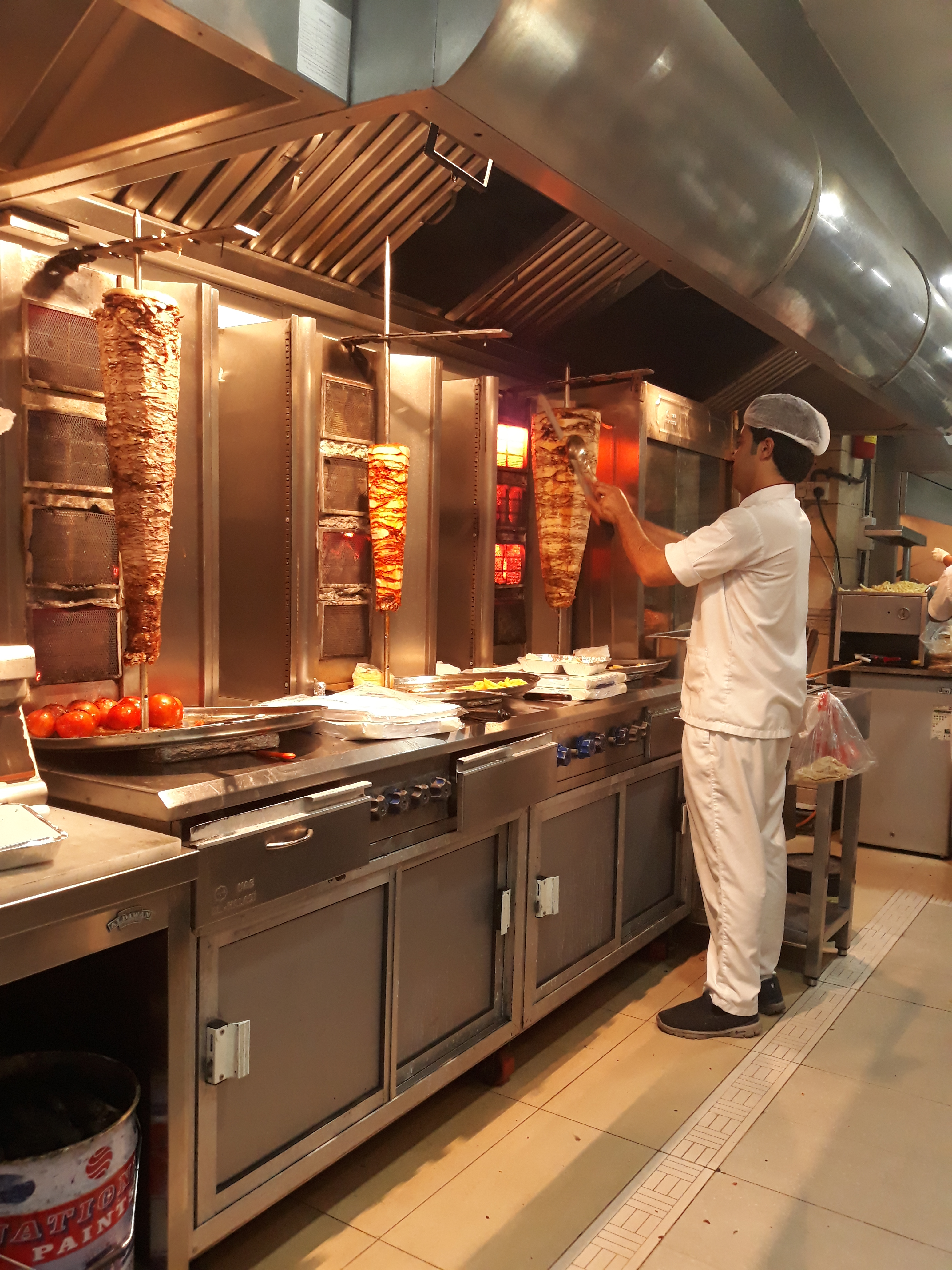
レバノン料理レストランのシャワルマ調理エリア（アラブ首長国連邦、アブダビ）

食材の肉は下味つけののち鉄串に重ねて挿していき塊状に固め、平面上に並べられた熱源に近付けじっくり焼き上げる。串は通常垂直方向に直立させられるのが一般的で、水平方向にセッティングされることは少ない。（ただし家庭では回転グリル器を用意できないため肉をトレーに乗せオーブンで焼くようなレシピでもシャワルマとして扱われる。）
昔は炭火に当て手動で回すなどしていたが、現在は機械が導入され効率化・大量生産を行っているケースも増えている。電動の場合モーターで回転し、調理人がナイフや電動バリカンのようなカッターで削ぎ落としてスライスを行う。
肉は食べる度にナイフで薄く切り取られ、残った本体の塊は引き続き串に残されたまま熱せられグリルされる。肉は串に挿す前にそれぞれの塊に香辛料・調味液をよくまぶしてあるので、スライスしていき串に近くなっても味が薄くなるということは無い。
なおこの串に挿さって積み上げられた肉の本体はアラビア語で سِيخ شَاوَرْمَا（sīkh shāwarmā, スィーフ・シャーワルマー, 「シャワルマ串」の意）や شِيش شَاوَرْمَا（shīsh shāwarmā, シーシュ・シャーワルマー, 「シャワルマ串」の意）と呼ばれるなどする。

### シャワルマとギネス記録
シャワルマ肉の塊はサイズが様々で、比較的小さなものから大規模イベントに供される人の背丈を上回る超巨大なものまである。ギネス記録を狙って特大の物が作られるなどしているが、2～3t級の塊ともなると人力では運べないため串に積み重ねられた状態でクレーンにて巨大グリル器に取り付けられる。

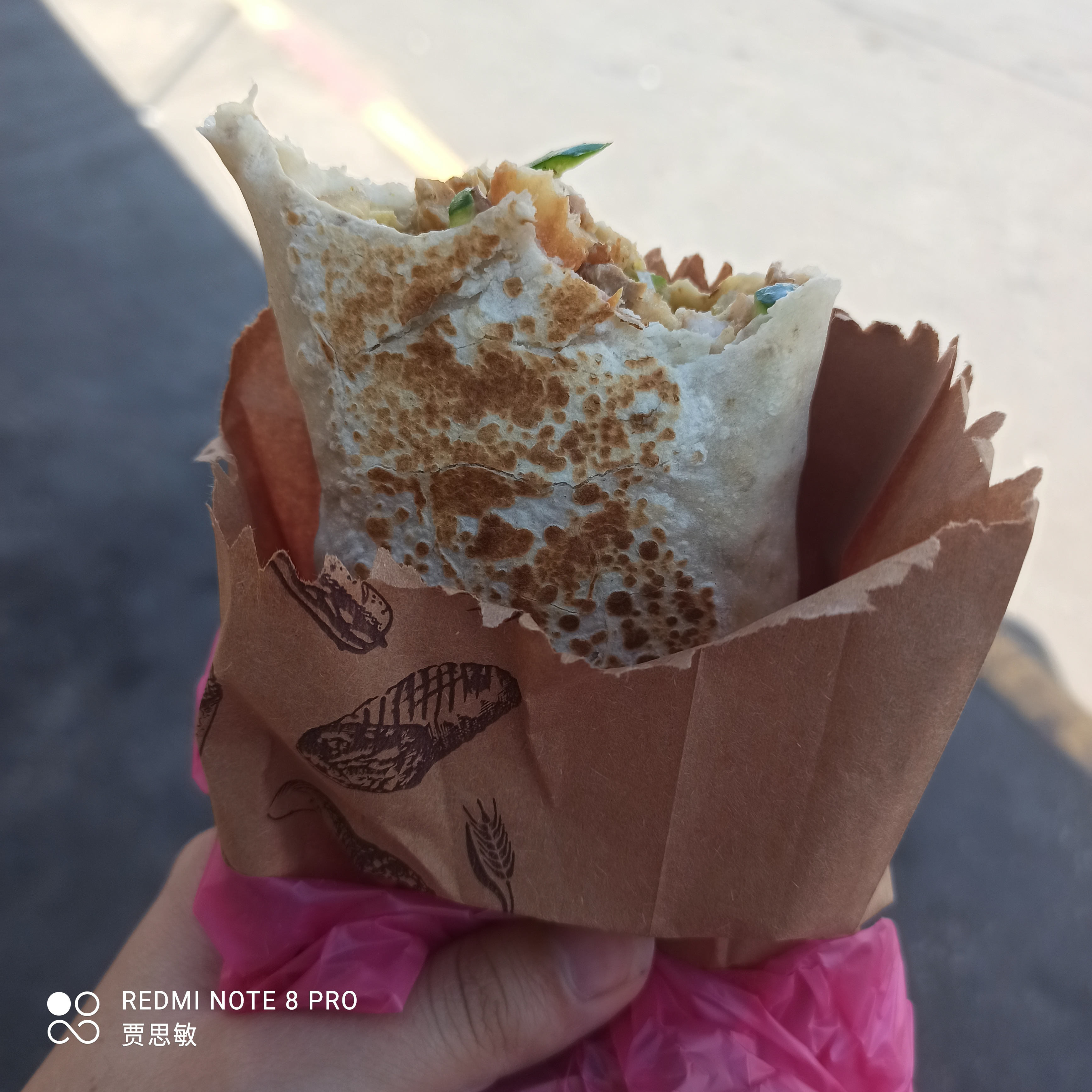
シャワルマのロールサンド

アラブ世界では大量のシーア派霊廟巡礼客に供するためにイラクで用意される物が特大級になることが珍しくなくギネス挑戦イベントで調理されるシャワルマより大きいということも珍しくない。
なおシャワルマに関しては薄いパンで包んだシャワルマロールサンドがどのぐらいの長さになるかを競うことが行われており、全長20mの1本物に仕上げギネス記録を申請した例などもある。

### 肉とパンの組み合わせ
多くの場合、シャワルマ肉はパンと組み合わせて食べられる。

パンの形状は国によって異なり、平たいアラビックパンに巻くロールサンドタイプ、コッペパン状の細長いパンにはさんだホットドッグ風、イラクのサンムーンを切り開いてはさんだものもシャワルマサンドと呼ばれるなどしている。
シャワルマに用いるアラブ風の平らなパンは主に

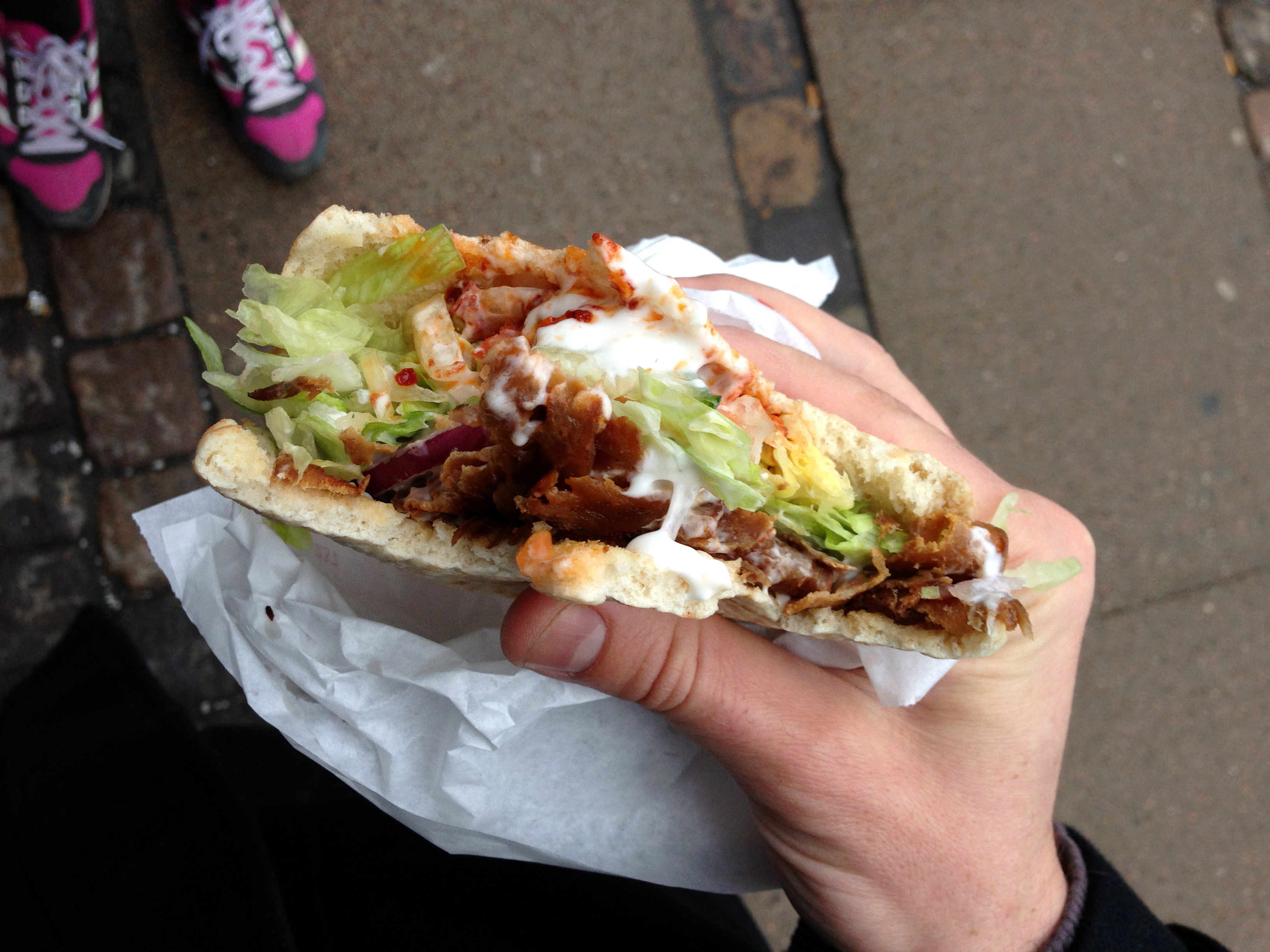
ポケットパン(ピタパン)タイプのシャワルマサンド

- خُبْز عَرَبِيّ（khubz ʿarabī, フブズ・アラビー / 口語発音：ホブズ・アラビー）- フブズ（ホブズ）・アラビー。いわゆるアラブ式のフブズ（ホブズ）で、半分に切って開くとポケット状になるピタパンに似たパンはレバント地方の كْمَاج（口語発音：kmāj, クマージュ）パンとして知られる。
- خُبْز صَاج（khubz ṣāj, フブズ・サージュ / 口語発音：ホブズ・サージュ）- 単に  صَاج（ṣāj, サージュ）と呼ばれることもある。中華鍋をふせたような金属板やホットプレートで焼き上げた薄く大きなパンで、シャワルマを包むロールサンド、ラップサンドに多用される。

と呼ばれるタイプがメジャーだが、国によってそれ以外のパンを使うなどいくつかのバリエーションがある。また現地のファーストフード店ではトルティーヤを使ったロールサンド、ラップサンドを別途用意していることもある。
なお具は色々詰め込む場合があり、アラブ風豆コロッケのファラーフェル（فَلَافِل, falāfil, ファラーフィル：口語発音は falāfel, ファラーフェル）とシャワルマ肉が同時に入るサンドを شَوَافِل（shawāfil, シャワーフィル / 口語発音：shawāfel, シャワーフェル）と呼ぶ造語を命名した商品を売る業者も近年登場した。

### 皿に盛り付けたグリル肉料理としての提供

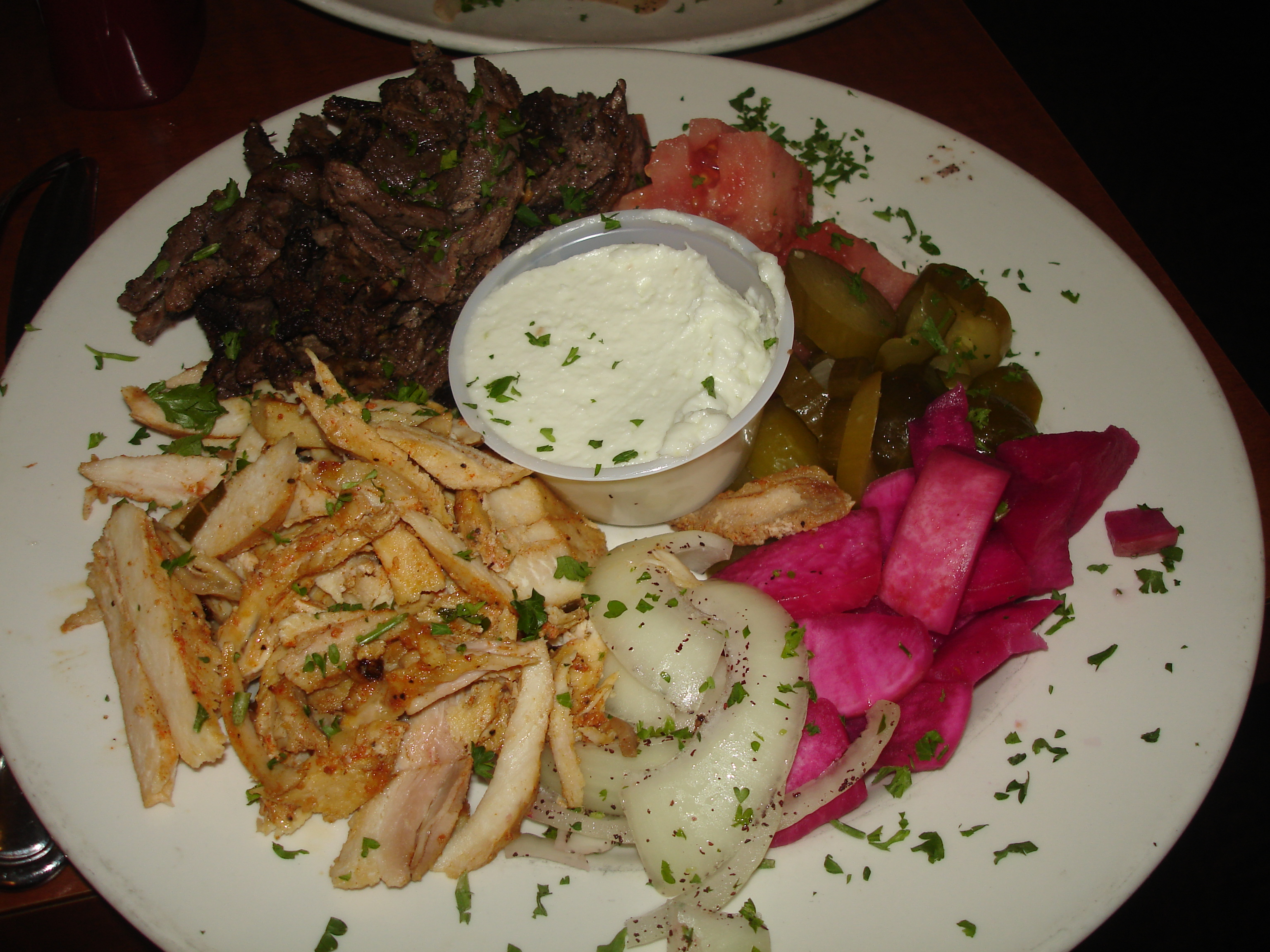
つけ合わせを添えたイラクのガッス（シャワルマ）プレート

シャワルマ自体はグリルした肉や魚本体を指すため、パンに包んでいないサラダ形態もありそれらはシャワルマ・サラダ（سَلَطَة شَاوَرْمَا, salaṭat shāwarmā, サラタト・シャーワルマー）という名称となっている。
レストランでは皿の上に平たいパンを広げ具を乗せたロールサンド手前の状態で出されることもあり、料理レシピのシャワルマでも広げたパンに肉入りサラダを置いたような作り方がしばしば紹介されている。
またシャワルマ肉をおかずの一部として皿に乗せて出す「シャワルマ・プレート」もあり、ファーストフードとしてシャワルマ料理を単体で食べるのとは違いつけ合わせ・別の料理と一緒に出される方式となっている。
一般的にタッブーレ（تَبُّولَة, tabbūla(h), タッブーラ、レバント方言発音：タッブーレ）、ファットゥーシュ（فَتُّوش, fattūsh, ファットゥーシュ、口語発音としてはフェットゥーシュも）などのサラダや、トマトやキュウリといった野菜とともに食べられるほか、タヒーナ（طَحِينَة, ṭaḥīna(h), タヒーナ、レバント方言発音：タヒーネ、タヒーニ）、フンムス（حُمُّص, ḥummuṣ, 口語発音：ホンモスなど）、ピクルス（酢漬け、مخلل, mukhallal, ムハッラル）などがトッピングされるなどする。

## シャワルマを使った色々なアラブ料理

### 肉部分の名称～素材による呼び分け
何の素材を使った回転グリルなのかによって「シャーワルマー・◯◯」と区別することが多い。
- شَاوَرْمَا اللَّحْمِ（shāwarmā al-laḥm, シャーワルマー・アッ＝ラフム）- ミート・シャワルマ、肉のシャワルマ。いわゆる赤肉（主に羊、赤肉としては他に牛が挙げられる）を使ったオーソドックスなタイプ。ラクダ肉が使われることもある。
- شَاوَرْمَا الدَّجَاجِ（shāwarmā al-dajāj, シャーワルマー・アッ＝ダジャージュ）- チキン・シャワルマ、鶏肉シャワルマ。赤肉を使ったミート・シャワルマの代替・二番手的存在だが健康志向と白肉シフトに伴い普及が進んでいる。
- شَاوَرْمَا السَّمَكِ（shāwarmā al-samak, シャーワルマー・アッ＝サマク）- フィッシュ・シャワルマ、魚のシャワルマ。トルコ系料理店等が創案したヘルシー志向の新タイプシャワルマがアラブ世界でも売られる・作られるようになった。

### 料理の種類
昔ながらのシャワルマ料理に加え、シャワルマを具として使ったアラブ料理アレンジが現地では食されている。
シャワルマ（シャーワルマー）は（回転）グリル肉、時には（回転）グリル魚を指すため、アラブ諸国では「◯◯・シャーワルマー」「シャワルマー・◯◯」という熟語形式の料理名が複数存在する。
سَنْدَوِيش شَاوَرْمَا（sandawīsh shāwarmā, サンダウィーシュ・シャーワルマー）：
シャワルマ・サンドイッチ
パンにはさんだ物に加え、薄くて丸いアラビックパンで包んだ物もこの名前で呼ばれることがある。
لَفَّة شَاوَرْمَا（laffat shāwarmā, ラッファ(ト)・シャーワルマー）：
シャワルマ・ロール、シャワルマ・ラップ

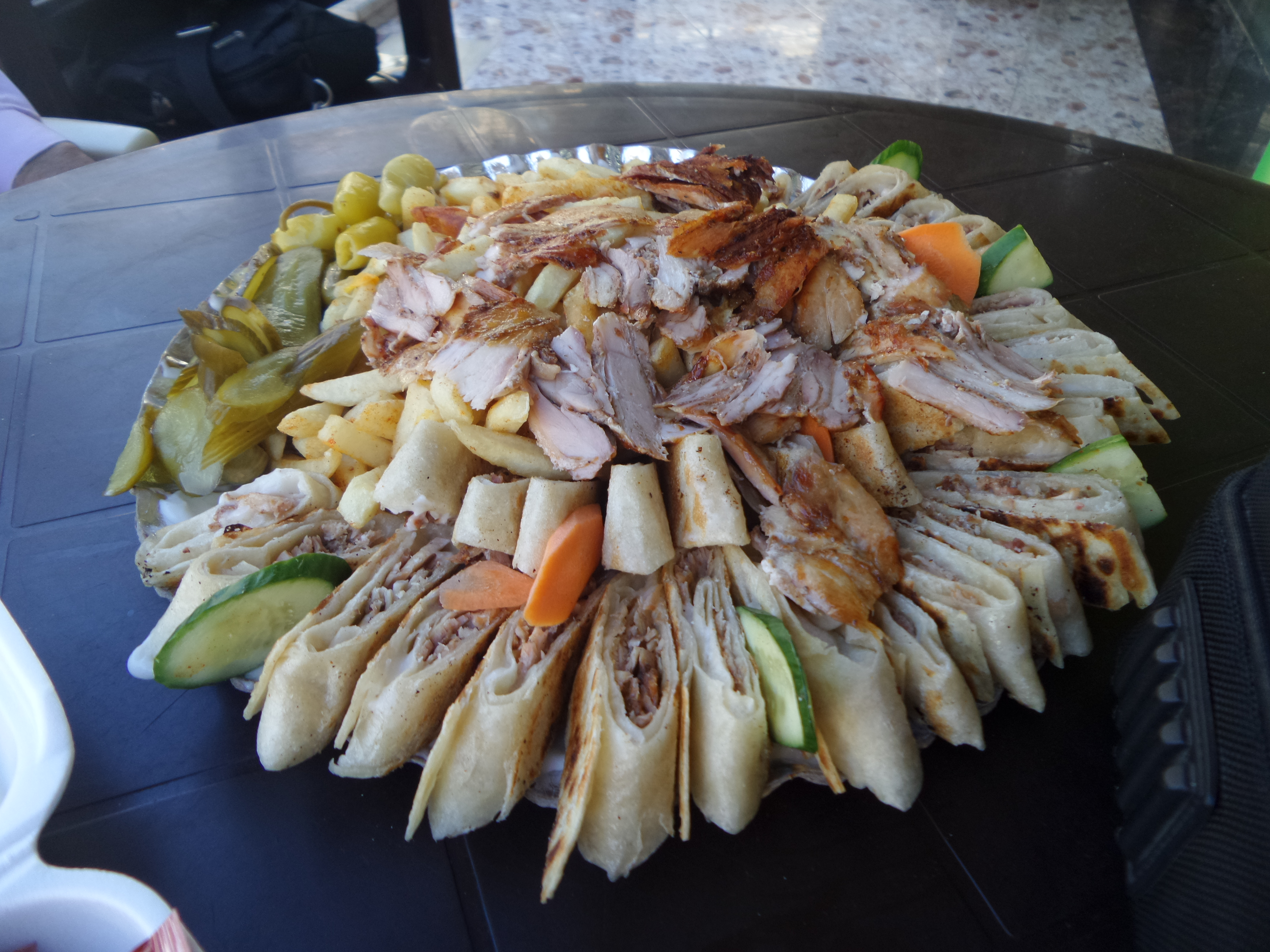
ピクルスや野菜が添えられたアラブ式シャワルマ・ロールの盛り付け例

通常薄くて丸いアラビックパンで包んだ物を指す。日本で「アラブのロールサンド"シャワルマ"」として認知されているのはこの料理のこと。
アラブ式のシャワルマ・サンドイッチやシャワルマ・ロールサンドは多めのカットシャワルマ肉とともにキュウリのピクルス（酢漬け）、フライドポテト、野菜などが具として入れられる。ロールサンドについてはまず最初にソースを薄焼きパンに広げ、具を置いて巻き終わった後にロールの外側に回転肉からしたたり落ちた調味料混じりの油を塗りつける。店舗では回転肉の熱源に押し当てたり、鉄板や網の上に乗せたりして焼き目がつけられてから包み紙に入れられ客に提供される。
本場レバント地方ではニンニク味をつけた白いクリーミーなガーリックヨーグルトソースを合わせるのが定番となっているほか、イラクなどでは酸味のあるピリ辛マンゴーソースであるアンバ（عمبة, ambah ないしは amba）が用いられるなどする。
طَبَق شَاوَرْمَا（ṭabaq shāwarmā, タバク・シャーワルマー）：
صَحْن شَاوَرْمَا（ṣaḥn shāwarmā, サフン・シャーワルマー）：
シャワルマ・プレート
皿やプレートの上にシャワルマ（回転グリル肉（のスライス））をまとめて乗せ、横に他のおかずを添えるなどした料理。طَبَق（ṭabaq, タバク）ならびに صَحْن（ṣaḥn, サフン）はいずれも「皿、プレート」を意味。
سَلَطَة شَاوَرْمَا（salaṭa(t) shāwarmā, サラタ(ト)・シャーワルマー）：
シャワルマ・サラダ
野菜の上にシャワルマ（回転グリル肉（のスライス））を盛り付けたり、中に混ぜ込んだりしたサラダ。
بَرْجَر شَاوَرْمَا（bargar shāwarmā, バルガル・シャーワルマー）：
شَاوَرْمَا بَرْجَر（shāwarmā bargar, シャーワルマー・ バルガル） ：
シャワルマ・ハンバーガー、シャワルマ・バーガー
ハンバーガーのバンズにシャワルマ（回転グリル肉（のスライス））と他の具をはさんだファーストフードメニュー。
فَتَّة شَاوَرْمَا（fatta(t) shāwarmā, ファッタ(ト)・シャーワルマー）：
シャワルマ・ファッタ
ちぎったパンやソース・汁で作る فَتَّة（fatta(h), ファッタ / 口語発音：ファッテ等）にシャワルマ（回転グリル肉（のスライス））を加えた物。
كُبَّة شَاوَرْمَا（kubba(t) shāwarmā, クッバ(ト)・シャーワルマー / 口語発音：クッベ・ー、キッビ・ー、キッベ・ー）：
シャワルマ・クッバ
小麦粒の挽き割りを練って作った記事に挽き肉を入れて作る كُبَّة（kubba(h), クッバ / 口語発音：クッベ、キッビ、キッベ等）の具としてシャワルマ（回転グリル肉（のスライス））を詰めた物。
فَطِيرَة شَاوَرْمَا（faṭīra(t) shāwarmā, ファティーラ(ト)・シャーワルマー）：
シャワルマ・ファティーラ、シャワルマ・パイ、シャワルマ・ピザ
生地にシャワルマ（回転グリル肉（のスライス））を乗せたりはさんで円盤状に焼き上げたりした中東風ミートパイ فَطِيرَة（faṭīra(h), ファティーラ, 集合名詞ファティールの単数形）。なお「ファティーラ」をパイではなくピザと同義で使っており見た目もパイではなくピザであるケースも見られる。
حُمُّص بِالشَّاوَرْمَا（ḥummuṣ bi al-shāwārma, フンムス・ビ・アッ＝シャーワルマー）：
حُمُّص شَاوَرْمَا（ḥummuṣ shāwārma, フンムス・シャーワルマー）：
シャワルマ入りフンムス、シャワルマ・フンムス
ひよこ豆に調味料を加えてペースト状にした料理 حُمُّص（ḥummuṣ, フンムス/ 口語発音：ホンモス、ヒンミスなど）にシャワルマ（回転グリル肉（のスライス））を盛り付けた物。（注：フンムスを中に包んだロールサンド、ラップサンドではない。）